# Yentl Van Genechten
Pour les articles homonymes, voir van Genechten.
Yentl Van Genechten, né le 18 août 2000 à Heist-op-den-Berg en Belgique, est un footballeur belge qui joue au poste de défenseur à la KAS Eupen.

## Biographie

### En club

#### Formation au KRC Westerlo et prêt au KVV Thes Sport
Né à Heist-op-den-Berg, Yentl Van Genechten est rapidement repéré par un club phare du secteur à savoir le KV Malines. En 2015, il quitte le club pour aller au KVC Westerlo où il terminera sa carrière en jeune. Il signe son premier contrat professionnel le 6 janvier 2018. Il joue son premier match professionnel le 3 février 2018 lors d'une victoire 6-0 contre le Lierse SK en Challenger Pro League. 
Le 27 août 2019, il est prêté au KVV Thes Sport évoluant en Nationale 1. Il joue son premier match le 14 septembre 2019 face au KVC Sint-Eloois-Winkel Sport. Il y disputera seize rencontres.

#### Révélation au Lierse SK et échec au KRC Genk
Le 1er juillet 2020, il signe au Lierse participant au championnat de Challenger Pro League. Il joue son premier match le 23 août 2020 lors d'un match nul 0-0 face à son club formateur du KVC Westerlo. Van Genechten marque son premier but professionnel le 21 février 2021 face au Lommel SK. Il y jouera au total 25 rencontres.
Le 10 juillet 2021, il signe au KRC Genk évoluant en Jupiler Pro League. Cependant, il n'entre pas dans les plans de l'entraîneur et ne joue aucune rencontre.

#### Découverte de l'élite avec la KAS Eupen
Le 1er juillet 2022, il signe en faveur du club belge de la KAS Eupen . Il joue son premier match avec sa nouvelle équipe le 23 juillet 2022 face au RSC Charleroi lors de la première journée de Jupiler Pro League.